# Karl Stoerk

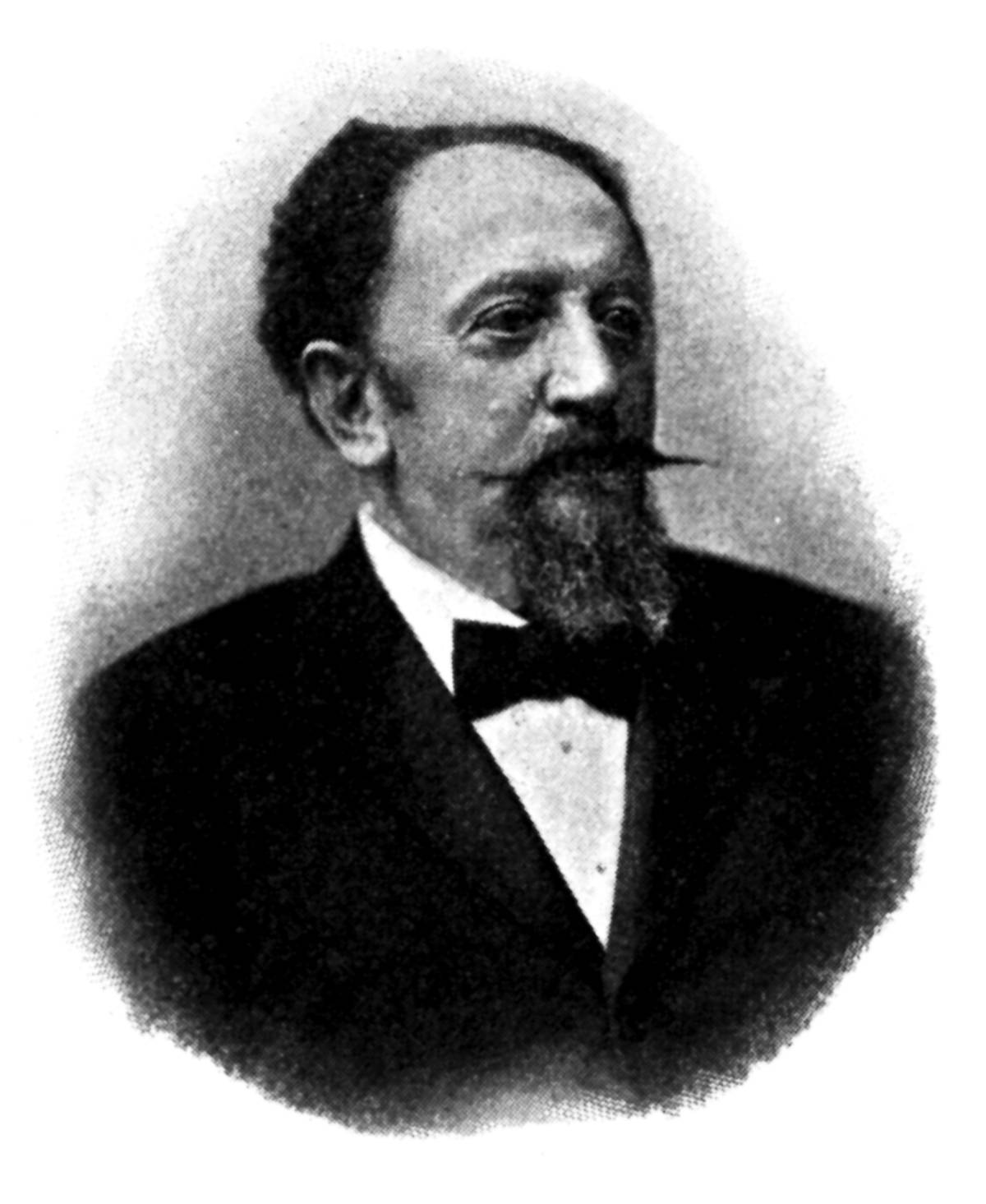
Karl Stoerk.

Karl Stoerk, född den 17 september 1832 i Ofen, död den 13 september 1899 i Wien, var en österrikisk laryngolog. Han var bror till juristen Felix Stoerk.
Stoerk studerade medicin vid universiteten i Prag och Wien och promoverades 1856. Därefter var han assistent till Ludwig Türck. Han utvecklade laryngoskopet tillsammans med honom.
År 1864 habiliterade han sig som den förste privatdocenten i laryngologi. Elva år senare blev han ordinarie professor vid universitetet i Wien, där han ledde den nya laryngologiska kliniken. År 1888 blev ledamot av Leopoldina.